# Redemptoris Mater
Redemptoris Mater (en español: La Madre del Redentor) es una carta encíclica publicada por el papa Juan Pablo II. Trata el tema de la Virgen María en la vida de la Iglesia peregrina.

## Estructura
- Bendición
- Introducción
- Capítulo I: María en el misterio de Cristo
  - Llena de gracia
  - Feliz la que ha creído
  - Ahí tienes a tu madre
- Capítulo II: La Madre de Dios en el centro de la Iglesia peregrina
  - La Iglesia, pueblo de Dios radicado en todas las naciones de la tierra
  - El camino de la Iglesia y la unidad de todos los cristiano
  - El Magníficat de la Iglesia en camino
- Capítulo III: Mediación materna
  - María, Esclava del Señor
  - María en la vida de la Iglesia y de cada cristiano
  - El sentido del Año Mariano
- Conclusión